# Communauté de communes du Pays des Paillons
Une proposition de fusion est en cours entre Pays des Paillons et Communauté de communes du Pays des Paillons.
La communauté de communes du Pays des Paillons (ou CCPP) est une structure intercommunale du pays des Paillons dans les Alpes-Maritimes. Son siège est situé à Blausasc.

## Historique
La communauté de communes du Pays des Paillons est créée en 2003 et regroupait alors 11 communes.
Depuis, deux autres communes l'ont rejointe : Peille le 1er avril 2010 et Coaraze le 1er janvier 2014 portant à 13 le nombre de communes associées.
Elle porte le même nom que le Pays des Paillons, un Pays au sens de la Loi Voynet de 1999, les deux structures ayant le même périmètre.
En 2018, le conseil communautaire se prononce contre l'intégration du Pays des Paillons au sein de la métropole Nice Côte d'Azur qui serait envisagée par la métropole et le gouvernement.
En 2021, le fonctionnement du conseil communautaire est marqué par le souhait de certaines communes d'intégrer la métropole et l'absence de projets de la CCTP, qu'elles envisagent de quitter, ainsi que par d'importantes tensions entre certains élus, qui font dire à l'ancien président Edmond Mari : « ça me fait très mal de le dire parce que j'y suis attaché, mais la fin de la CCPP est programmée. Elle va imploser ».
Le 13 juillet 2021, le conseil municipal de la commune de Châteauneuf-Villevieille vote pour son retrait de la communauté de communes du Pays des Paillons et pour son adhésion à la métropole Nice Côte d'Azur. Le 15 juillet 2021, c’est au tour de la commune de Drap de voter pour son retrait du Pays des Paillons et son adhésion à la métropole Nice Côte d'Azur,. Le 29 juillet 2021, le conseil métropolitain de la métropole Nice Côte d'Azur vote pour l’intégration des communes de Châteauneuf-Villevieille et de Drap, ce qui nécessitera, pour être mis en œuvre, l'accord du préfet pris après avis de la Commission départementale de coopération intercommunale. Un arrêté préfectoral validant ce changement est publié le 8 décembre 2021. Celui-ci est effectif le 1er janvier 2022.

## Territoire communautaire

### Composition
À partir du 1er janvier 2022, la communauté de communes est composée des 11 communes suivantes :

| Nom                 | Code Insee | Gentilé                 | Superficie (km2) | Population (dernière pop. légale) | Densité (hab./km2) |
| ------------------- | ---------- | ----------------------- | ---------------- | --------------------------------- | ------------------ |
| Blausasc (siège)    | 06019      | Blausascois             | 10,21            | 1 664 (2022)                      | 163                |
| Bendejun            | 06014      | Bendejunois             | 6,35             | 961 (2022)                        | 151                |
| Berre-les-Alpes     | 06015      | Berrois                 | 9,58             | 1 234 (2022)                      | 129                |
| Cantaron            | 06031      | Cantaronnais            | 7,38             | 1 276 (2022)                      | 173                |
| Coaraze             | 06043      | Coaraziens              | 17,14            | 822 (2022)                        | 48                 |
| Contes              | 06048      | Contois                 | 19,47            | 7 722 (2022)                      | 397                |
| L'Escarène          | 06057      | Escarénois              | 10,67            | 2 563 (2022)                      | 240                |
| Lucéram             | 06077      | Lucéramois              | 65,52            | 1 249 (2022)                      | 19                 |
| Peille              | 06091      | Peillasques ou Peillois | 43,16            | 2 205 (2022)                      | 51                 |
| Peillon             | 06092      | Peillonnais             | 8,7              | 1 427 (2022)                      | 164                |
| Touët-de-l'Escarène | 06142      | Touetois                | 4,57             | 303 (2022)                        | 66                 |

### Démographie
| 1968   | 1975   | 1982   | 1990   | 1999   | 2006   | 2011   | 2016   | 2022   |
| ------ | ------ | ------ | ------ | ------ | ------ | ------ | ------ | ------ |
| 10 561 | 11 522 | 13 780 | 16 281 | 18 399 | 19 583 | 20 503 | 21 219 | 21 426 |

## Administration

### Siège
Le siège de la communauté de communes est situé à Blausasc, au 55 bis RD 2204 La pointe de Blausasc.

### Élus
La communauté de communes est administrée par son conseil communautaire, composé de 37 conseillers municipaux représentant chacune des communes membres.
Après les élections municipales de 2020 dans les Alpes-Maritimes, le conseil communautaire du 16 juillet 2020 a réélu son président Maurice Lavagna, maire de Berre-les-Alpes, ainsi que ses 11 vice-présidents, qui sont,
1. Pierre Donadey, maire de l’Escarène, délégué aux déplacements et au développement touristique ;
2. Robert Nardelli, maire de Drap, délégué à l'environnement et aux déchets ;
3. Cyril Piazza, maire de Peille, délégué aux réseaux numériques, au SICTIAM et à la compétence GEMAPI ;
4. Joël Gosse, maire de Bendejun, délégué aux travaux, à la voirie et à la signalétique ;
5. Michel Lottier, maire de Blausasc, délégué au plan climat et à l'aménagement des terrains communautaires ;
6. Monique Giraud Lazzari, mairie de Coaraze, déléguée à la jeunesse ;
7. Michel Calmet, maire de Lucéram, délégué au développement économique :
8. Gérard Branda, maire de Cantaron, délégué aux équipements culturels et sportifs ;
9. Jean-Marc Rancurel, maire de Peillon, délégué à l’aménagement du territoire ;
10. Noël Albin, maire de Touët-de-l’Escarène, délégué à la petite enfance.

Le bureau de l'intercommunalité pour la mandature 2020-2026 est constitué du président, des 11 vice-présidents et d'Edmond Mari, maire de Châteauneuf-Villevieille, ancien président.

### Liste des présidents
| Période          | Période                     | Identité        | Étiquette | Qualité                                                              |
| ---------------- | --------------------------- | --------------- | --------- | -------------------------------------------------------------------- |
| 2001             | 2014                        | Francis Tujague | PCF       | Maire de Contes (1996 → ) Conseiller général de Contes (1996 → 2015) |
| 2014             | mai 2018                    | Edmond Mari     | DVD       | Maire de Châteauneuf-Villevieille (1999 → ) Démissionnaire           |
| mai 2018         | 26 octobre 2021 (démission) | Maurice Lavagna | LR        | Maire de Berre-les-Alpes (1983 → ) Réélu pour le mandat 2020-2026    |
| 10 novembre 2021 | En cours                    | Cyril Piazza    | LR        | Maire de Peille                                                      |

### Compétences
L'intercommunalité exerce les compétences qui lui ont été transférées par les communes membres, dans les conditions déterminées par le code général des collectivités territoriales. Il s'agit de :
- l’aménagement de l’espace
- l’enfance et la jeunesse.
- le développement économique pour promotion du tourisme et de l’emploi,
- les gens du voyage,
- la gestion des milieux aquatiques et prévention des inondations (GEMAPI),
- l’élimination et valorisation des déchets des ménages et déchets assimilés,
- la politique du logement et cadre de vie,
- l’entretien des voiries communautaires,
- les équipements culturels et sportifs d’intérêts communautaires,
- le schéma de déplacements et de transports communautaires,
- l’élaboration du plan de mise en accessibilité de la voirie et des aménagements des espaces publics

### Régime fiscal et budget
La communauté d'agglomération est un établissement public de coopération intercommunale à fiscalité propre.
Afin de financer l'exercice de ses compétences, l'intercommunalité perçoit, comme toutes les communautés d'agglomération, la fiscalité professionnelle unique (FPU) – qui a succédé à la taxe professionnelle unique (TPU) – et assure une péréquation de ressources.
L'intercommunalité bénéficie d'une bonification de la dotation globale de fonctionnement (DGF)  et ne verse pas de dotation de solidarité communautaire (DSC) à ses communes membres.
Elle collecte également la taxe d'enlèvement des ordures ménagères (TEOM), qui finance ce service public.

## Projets et réalisations
Conformément aux dispositions légales, une communauté de communes a pour objet d'associer des « communes au sein d'un espace de solidarité, en vue de l'élaboration d'un projet commun de développement et d'aménagement de l'espace ».